# Lijst van spinnen in België
Dit is een lijst van alle spinnensoorten die voorkomen in België, geordend naar familie.
- Familie Atypidae (mijnspinnen)
  - Atypus piceus (Sulzer, 1776) – Kalkmijnspin
  - Atypus affinis Eichwald, 1830 – Gewone mijnspin
- Familie Scytodidae (lijmspuiters)
  - Scytodes thoracica Latreille, 1802 – Getijgerde lijmspuiter
- Familie Pholcidae (trilspinnen)
  - Psilochorus simoni (Berland, 1911) – Kleine trilspin
  - Pholcus phalangioides (Fuesslin,1775) – Grote trilspin of Hooiwagenspin
  - Spermophora senoculata (Dugès, 1836) – Kogeltrilspin
  - Holocnemus pluchei (Scopoli, 1763) – Marmertrilspin
- Familie Segestriidae (Zesoogspinnen)
  - Segestria senoculata (Linnaeus, 1758) – Boomzesoog
  - Segestria florentina (Rossi, 1790) – Kerkzesoog
  - Segestria bavarica C.L. Koch, 1843 – Muurzesoog
- Familie Dysderidae (celspinnen)
  - Harpactea hombergi (Scopoli, 1763) – Schorscelspin
  - Dysdera erythrina (Walckenaer, 1802) – Boscelspin
  - Dysdera crocata C.L. Koch, 1838 – Roodwitte celspin
  - Harpactea rubicunda (C.L. Koch, 1838) – Grote celspin
- Familie Oonopidae (Dwergcelspinnen)
  - Oonops pulcher Templeton, 1835 – Gewone dwergzesoog of Gewone dwergcelspin
  - Oonops domesticus Dalmas, 1916 – Huisdwergzesoog
  - Tapinesthis inermis (Simon, 1882) – Klimopdwergzesoog
- Familie Mimetidae (spinneneters)
  - Ero tuberculata (De Geer, 1778) – Grote spinneneter
  - Ero furcata (Villers, 1789) – Gevorkte spinneneter
  - Ero cambridgei Kulczyński, 1911 – Cambridges spinneneter
  - Ero aphana (Walckenaer, 1802) – Vierspitsspinneneter
- Familie Eresidae (fluweelspinnen)
  - Eresus sandaliatus (Martini & Goeze,1778) – Lentevuurspin
  - Eresus kollari Rossi, 1846 – Herfstvuurspin
- Familie Oecobiidae (Spiraalspinnen)
  - Oecobius navus Blackwall, 1859 – Huisspiraalspin
- Familie Uloboridae (Wielwebkaardespinnen)
  - Uloborus walckenaerius Latreille, 1806 – Wielwebkaardespin
  - Hyptiotes paradoxus (C.L. Koch, 1834) – Driehoekswebspin
  - Uloborus plumipes Lucas, 1846 – Kaskaardespin
- Familie Nesticidae (Holenspinnen)
  - Nesticus cellulanus (Clerck, 1757) – Holenspin
- Familie Theridiidae (Kogelspinnen)
  - Simitidion simile (C.L. Koch, 1836) – Witvlekheidekogelspin
  - Steatoda albomaculata (De Geer, 1778) – Gevlektesteatoda
  - Steatoda bipunctata (Linnaeus, 1758) – Koffieboonspin
  - Steatoda grossa (C.L. Koch,1838) – Grote steatoda
  - Steatoda phalerata (Panzer, 1801) – Heidesteatoda
  - Steatoda triangulosa (Walckenaer, 1802) – Huissteatoda
  - Theonoe minutissima (O. P.-Cambridge, 1879) – Kleinste kogelspin
  - Theridion varians Hahn, 1833 – Gewoon visgraatje
  - Theridion uhligi Martin, 1974 – Uhlighs kogelspin
  - Theridion tinctum (Walckenaer, 1802) – Zwartringkogelspin
  - Theridion sisyphium (Clerck, 1757) – Kleine wigwamspin
  - Theridion pinastri L. Koch, 1872 – Dennenkogelspin
  - Theridion pictum (Walckenaer, 1802) – Rood visgraatje
  - Theridion mystaceum L. Koch, 1870 – Donkere kogelspin
  - Theridion melanurum Hahn, 1831 – Huiskogelspin
  - Theridion impressum L. Koch, 1881 – Grote wigwamspin
  - Theridion hemerobium Simon, 1914 – Rietkogelspin
  - Theridion hannoniae Denis, 1944 – Rotskogelspin
  - Theridion familiare O. P.-Cambridge, 1871 – Rechthoekkogelspin
  - Theridion blackwalli (O. P.-Cambridge, 1871) – Stalkogelspin
  - Rugathodes bellicosus (Simon, 1873) – Bergkogelspin
  - Rugathodes instabilis (O. P.-Cambridge, 1871) – Moeraskogelspin
  - Robertus scoticus Jackson, 1914 – Noordse molspin
  - Robertus neglectus (O. P.-Cambridge, 1871) – Vergeten molspin
  - Robertus lividus (Blackwall, 1836) – Bosmolspin
  - Robertus kuehnae Bauchhenss & Uhlenhaut,1993 – Kuhns molspin
  - Pholcomma gibbum (Westring, 1851) – Pantserkogelspin
  - Robertus arundineti (O. P.-Cambridge, 1871) – Moerasmolspin
  - Paidiscura pallens (Blackwall, 1834) – Kleine boskogelspin
  - Neottiura bimaculata (Linnaeus, 1767) – Witbandkogelspin
  - Lasaeola tristis (Hahn, 1833) – Zwarte galgspin
  - Euryopis laeta (Westring, 1861) – Zuidelijke jachtkogelspin
  - Euryopis flavomaculata (C.L. Koch, 1836) – Geelvlek jachtkogelspin
  - Episinus truncatus Latreille, 1809 – Egale kabelspin
  - Episinus angulatus (Blackwall, 1836) – Gewone kabelspin
  - Enoplognatha ovata (Clerck, 1757) – Gewone tandkaak
  - Enoplognatha thoracica (Hahn, 1833) – Bodemtandkaak
  - Enoplognatha oelandica (Thorell, 1875) – Gemarmerde tandkaak
  - Enoplognatha mordax (Thorell, 1875) – Schorrentandkaak
  - Enoplognatha latimana Hippa & Oksala, 1982 – Vergeten tandkaak
  - Enoplognatha caricis (Fickert, 1876) – Moerastandkaak
  - Dipoena melanogaster (C.L. Koch, 1837) – Gemarmerde galgspin
  - Dipoena prona (Menge, 1868) – Neusgalgspin
  - Dipoena inornata (O. P.-Cambridge, 1861) – Zijdengalgspin
  - Dipoena erythropus (Simon, 1881) – Roodpootgalgspin
  - Dipoena coracina (C.L. Koch, 1837) – Witvoetgalgspin
  - Crustulina sticta (O. P.-Cambridge, 1861) – Egaal raspspinnetje
  - Carniella brignolii Thaler & Steinberger, 1988 – Mysterieus kogelspinnetje
  - Crustulina guttata (Wider, 1834) – Gevlekt raspspinnetje
  - Anelosimus vittatus (C.L. Koch, 1836) – Slanke kogelspin
  - Anelosimus pulchellus (Walckenaer, 1802) – Volslanke kogelspin
  - Anelosimus aulicus (C.L. Koch, 1838) – Schijfhandje
  - Achaearanea tepidariorum (C.L. Koch, 1841) – Broeikasspin
  - Parasteatoda simulans (Thorell, 1875) – valse broeikasspin
  - Cryptachaea riparia (Blackwall, 1834) – Bermkogelspin
  - Parasteatoda lunata (Clerck, 1757) – Prachtkogelspin
  - Cryptachaea veruculata (Urquhart, 1885) – Australische kogelspin
  - Latrodectus hasselti Thorell, 1870 – Roodrugspin
- Familie Theridiosomatidae (Parapluspinnen)
  - Theridiosoma gemmosum (L. Koch, 1877) – Moeraspareltje
- Familie Anapidae (Dwergkogelspinnen)
  - Comaroma simoni Bertkau, 1889 – Harnasspinnetje
- Familie Linyphiidae (Dwerg- en hangmatspinnen)
  - Lessertia dentichelis (Simon, 1884) – Spiraaldwergtandkaak
  - Linyphia hortensis (Sundevall, 1830) – Tuinhangmatspin
  - Leptothrix hardyi (Blackwall, 1850) – Pruikspinnetje
  - Leptorhoptrum robustum (Westring, 1851) – Donker langpalpje
  - Lepthyphantes minutus (Blackwall, 1833) – Groter bodemwevertje
  - Lepthyphantes leprosus (Ohlert, 1865) – Huiswevertje
  - Labulla thoracica (Wider, 1834) – Schaduwhangmatspin
  - Kaestneria pullata (O. P.-Cambridge, 1863) – Variabel wevertje
  - Kaestneria dorsalis (Wider, 1834) – Korttongwevertje
  - Jacksonella falconeri (Jackson, 1908) – Simpelpalpje
  - Incestophantes crucifer (Menge, 1866) – Laag voorkopje
  - Hypselistes jacksoni (O. P.-Cambridge, 1902) – Jackson's dubbelkopje
  - Hypomma fulvum (Bösenberg, 1902) – Pijlpalpje
  - Hypomma cornutum (Blackwall, 1833) – Bermknobbelkopje
  - Hypomma bituberculatum (Wider, 1834) – Moerasknobbelkopje
  - Hylyphantes nigritus (Simon, 1881) – Kort kurkentrekkertje
  - Hylyphantes graminicola (Sundevall, 1830) – Lang kurkentrekkertje
  - Hilaira excisa (O. P.-Cambridge, 1871) – Knobbelrugje
  - Helophora insignis (Blackwall, 1841) – Breedtongspinnetje
  - Halorates reprobus (O. P.-Cambridge, 1879) – Slikkenspinnetje
  - Gongylidium rufipes (Linnaeus, 1758) – Oranjepoot
  - Gongylidiellum vivum (O. P.-Cambridge, 1875) – Nagelpalpje
  - Gongylidiellum murcidum (Simon, 1884) – Duimpalpje
  - Gongylidiellum latebricola (O. P.-Cambridge, 1871) – Vingerpalpje
  - Glyphesis servulus (Simon, 1881) – Neuskopje of Neusdwergspin
  - Gonatium rubens (Blackwall, 1833) – Doornpalpje
  - Gonatium rubellum (Blackwall, 1841) – Knobbelpalpje
  - Gnathonarium dentatum (Wider, 1834) – Knobbeldwergtandkaak
  - Frontinellina frutetorum (C.L. Koch, 1834) – Dubbelhangmatspin
  - Glyphesis cottonae (La Touche, 1945) – Dwergbultkopje
  - Floronia bucculenta (Clerck, 1757) – Prachtpalpje (Floronia)
  - Formiphantes lephthyphantiformis (Strand, 1907) – Bleek bodemwevertje
  - Erigonoplus justus (O. P.-Cambridge, 1875) – Puntkopje
  - Erigonella ignobilis (O. P.-Cambridge, 1871) – Bolkopruwborstje
  - Erigonoplus globipes (L. Koch, 1872) – Zwelpootje
  - Erigonella hiemalis (Blackwall, 1841) – Putkopruwborstje
  - Erigone longipalpis (Sundevall, 1830) – Langpalpstoringsdwergspin
  - Erigone promiscua (O. P.-Cambridge, 1873) – Verwisselbare storingsdwergspin
  - Erigone dentipalpis (Wider, 1834) – Auronautje
  - Erigone arctica (White, 1852) – Schorredwergspin
  - Erigone atra Blackwall, 1833 – Storingsdwergspin
  - Entelecara flavipes (Blackwall, 1834) – Putkopstruikdwergspin
  - Entelecara omissa O. P.-Cambridge, 1902 – Moerasstruikdwergspin
  - Entelecara congenera (O. P.-Cambridge, 1879) – Bolkopstruikdwergspin
  - Entelecara erythropus (Westring, 1851) – Platkopstruikdwergspin
  - Entelecara acuminata (Wider, 1834) – Voorkopstruikdwergspin
  - Drepanotylus uncatus (O. P.-Cambridge, 1873) – Haakhangmatspin
  - Drapetisca socialis (Sundevall, 1833) – Schorskoloniespin
  - Donacochara speciosa (Thorell, 1875) – Bleek langpalpje
  - Dismodicus elevatus (C.L. Koch, 1838) – Hoogste bolkopje
  - Diplostyla concolor (Wider, 1834) – Langtongspinnetje
  - Dismodicus bifrons (Blackwall, 1841) – Hoogbolkopje
  - Diplocephalus picinus (Blackwall, 1841) – Gewoon vals dubbelkopje
  - Diplocephalus permixtus (O. P.-Cambridge, 1871) – Drieklauwdubbelkopje
  - Diplocephalus lusiscus (Simon, 1872) – Sikkeldubbelkopje
  - Diplocephalus cristatus (Blackwall, 1833) – Gewoon dubbelkopje
  - Diplocephalus latifrons (O. P.-Cambridge, 1863) – Tweeklauwdubbelkopje
  - Diplocephalus caecus Denis, 1952 – Blinddubbelkopje
  - Dicymbium nigrum brevisetosum Locket, 1962 – Kortharig bolkopje
  - Dicymbium tibiale (Blackwall, 1836) – Dikpootbolkopje
  - Collinsia inerrans (O. P.-Cambridge, 1885) – Pionierdwergspin
  - Dicymbium nigrum (Blackwall, 1834) – Donker bolkopje
  - Collinsia distincta (Simon, 1884) – Stomphoekpalpje
  - Cnephalocotes obscurus (Blackwall, 1834) – Donker tepelpalpje
  - Cinetata gradata (Simon, 1881) – Bultrugje
  - Ceratinella scabrosa (O. P.-Cambridge, 1871) – Lepelschildspinnetje
  - Ceratinella brevis (Wider, 1834) – Zwart schildspinnetje
  - Ceratinella brevipes (Westring, 1851) – GewoonSchildspinnetje
  - Centromerus sylvaticus (Blackwall, 1841) – Gewoon zaagpalpje
  - Centromerus serratus (O. P.-Cambridge, 1875) – Fijn zaagpalpje
  - Centromerus semiater (L. Koch, 1879) – Moerastongpalpje
  - Centromerus prudens (O. P.-Cambridge, 1873) – Porseleinspinnetje
  - Centromerus pabulator (O. P.-Cambridge, 1875) – Kegelpalpje
  - Centromerus persimilis (O. P.-Cambridge, 1912) – Drietongetje
  - Centromerus levitarsis (Simon, 1884) – Veenhengelspin
  - Centromerus leruthi Fage, 1933 – Leruths tandpalpje
  - Centromerus incilium (L. Koch, 1881) – Glad Tandpalpje
  - Centromerus dilutus (O. P.-Cambridge, 1875) – Middelste tongspinnetje
  - Centromerus brevivulvatus Dahl, 1912 – Bostongpalpje
  - Centromerus capucinus (Simon, 1884) – kampalpje
  - Centromerus arcanus (O. P.-Cambridge, 1873) – Tangpalpje
  - Centromerita concinna (Thorell, 1875) – KleinHaarpalpje of Heidepionierspinnetje
  - Centromerita bicolor (Blackwall, 1833) – Groot haarpalpje
  - Carorita paludosa (Duffey, 1971) – Zompwevertje
  - Bolyphantes luteolus (Blackwall, 1833) – Gevlekt voorkopje
  - Bathyphantes simillimus (L. Koch, 1879) – Bergbeekwevertje
  - Bolyphantes alticeps (Sundevall, 1833) – Hoog voorkopje
  - Bathyphantes setiger F.O. P.-Cambridge, 1894 – Harigwevertje
  - Bathyphantes nigrinus (Westring, 1851) – Donker wevertje
  - Bathyphantes parvulus (Westring, 1851) – Kleinste wevertje
  - Bathyphantes gracilis (Blackwall, 1841) – Gewoon wevertje
  - Bathyphantes approximatus (O. P.-Cambridge, 1871) – Moeraswevertje
  - Baryphyma pratense (Blackwall, 1861) – Weideputkopje
  - Baryphyma trifrons (O. P.-Cambridge, 1863) – Kustputkopje
  - Baryphyma maritimum (Crocker & Parker, 1970) – Helmgrasputkopje
  - Baryphyma duffeyi (Millidge, 1954) – Klokspinnetje
  - Asthenargus paganus (Simon, 1884) – BleekHaakpalpje
  - Araeoncus humilis (Blackwall, 1841) – Bescheiden voorkopje
  - Araeoncus crassiceps (Westring, 1861) – Arrogant voorkopje
  - Aphileta misera (O. P.-Cambridge, 1882) – Veenmosspinnetje
  - Anguliphantes angulipalpis (Westring, 1851) – Geknikt bodemwevertje
  - Allomengea vidua (L. Koch, 1879) – KleinStekelpalpje
  - Allomengea scopigera (Grube, 1859) – Alert stekelpalpje
  - Agyneta subtilis (O. P.-Cambridge, 1863) – Tandloos dikpalpje
  - Agyneta ramosa (Jackson, 1912) – Mosslankpalpje
  - Agyneta decora (O. P.-Cambridge, 1871) – Gezaagd dikpalpje
  - Agyneta conigera (O. P.-Cambridge, 1863) – Gewoon slankpalpje
  - Acartauchenius scurrilis (O. P.-Cambridge, 1872) – Bleek haarkopje
  - Agyneta cauta (O. P.-Cambridge, 1902) – Gezadeld dikpalpje
  - Linyphia tenuipalpis Simon, 1884 – Grote heidehangmatspin
  - Linyphia triangularis (Clerck, 1757) – Herfsthangmatspin
  - Lophomma punctatum (Blackwall, 1841) – Perforaatje
  - Macrargus carpenteri (O. P.-Cambridge, 1894) – Dennestrooiselspin
  - Macrargus rufus (Wider, 1834) – Winterstrooiselspin
  - Maro lehtineni Saaristo, 1971 – Lehtinen's dwergspin
  - Maro lepidus Casemir, 1961 – Geschubde dwergspin
  - Maro minutus O. P.-Cambridge, 1906 – Kleinste dwergspin
  - Maro sublestus Falconer, 1915 – Zeldzame dwergspin
  - Maso gallicus Simon, 1894 – Veerdwergstekelpoot
  - Maso sundevalli (Westring, 1851) – Gewoon dwergstekelpootje
  - Megalepthyphantes nebulosus (Sundevall, 1830) – Kielpalpwever
  - Meioneta affinis (Kulczyński, 1898) – Concaaf probleemspinnetje
  - Meioneta fuscipalpa (C.L. Koch, 1836) – Getand probleemspinnetje
  - Meioneta innotabilis (O. P.-Cambridge, 1863) – Grootoogprobleemspinnetje
  - Meioneta mollis (O. P.-Cambridge, 1871) – Slank probleemspinnetje
  - Meioneta rurestris (C.L. Koch, 1836) – Veldprobleemspinnetje
  - Meioneta saxatilis (Blackwall, 1844) – Spitsprobleemspinnetje
  - Meioneta simplicitarsis (Simon, 1884) – Breed probleemspinnetje
  - Metopobactrus prominulus (O. P.-Cambridge, 1872) – Kalkgrasdwergspin
  - Micrargus apertus (O. P.-Cambridge, 1871) – Moerasbosputkopje
  - Micrargus herbigradus (Blackwall, 1854) – Vingerpalpputkopje
  - Micrargus laudatus (O. P.-Cambridge, 1881) – Zeldzaam putkopje
  - Micrargus subaequalis (Westring, 1851) – PlatPutkopje
  - Microctenonyx subitaneus (O. P.-Cambridge, 1875) – Tuingroefkopje
  - Microlinyphia impigra (O. P.-Cambridge, 1871) – Zweephangmatspin
  - Microlinyphia pusilla (Sundevall, 1830) – Kleine heidehangmatspin
  - Microneta viaria (Blackwall, 1841) – Lentestrooiselspin
  - Minicia marginella (Wider, 1834) – Behaard ballonkopje
  - Minyriolus pusillus (Wider, 1834) – Deukkopje
  - Mioxena blanda (Simon, 1884) – Bleek dwergspinnetje
  - Moebelia penicillata (Westring, 1851) – Schorsdwergspin
  - Monocephalus castaneipes (Simon, 1884) – Breed groefkopje
  - Monocephalus fuscipes (Blackwall, 1836) – Smal groefkopje
  - Nematogmus sanguinolentus (Walckenaer, 1842) – Bleek tepelpalpje
  - Neriene clathrata (Sundevall, 1830) – Kruidhangmatspin
  - Neriene emphana (Walckenaer, 1842) – Zwartstuithangmatspin
  - Neriene furtiva (O. P.-Cambridge, 1871) – Steppehangmatspin
  - Neriene hammeni (van Helsdingen, 1963) – VanDerHammens hangmatspin
  - Neriene montana (Clerck, 1757) – Lentehangmatspin
  - Neriene peltata (Wider, 1834) – Struikhangmatspin
  - Neriene radiata (Walckenaer, 1842) – Zomerhangmatspin
  - Notioscopus sarcinatus (O. P.-Cambridge, 1872) – Spleetkopje
  - Obscuriphantes obscurus (Blackwall, 1841) – Dolkwevertje
  - Oedothorax agrestis (Blackwall, 1853) – Gewone akkerdwergspin
  - Oedothorax apicatus (Blackwall, 1850) – Knobbelakkerdwergspin
  - Oedothorax fuscus (Blackwall, 1834) – Gewone velddwergspin
  - Oedothorax gibbosus (Blackwall, 1841) – Bultvelddwergspin
  - Oedothorax retusus (Westring, 1851) – Bolkopvelddwergspin
  - Oreonetides vaginatus (Thorell, 1872) – Rechthoekhangmatspin
  - Oryphantes angulatus (O. P.-Cambridge, 1881) – Hoogveenbodemwevertje
  - Ostearius melanopygius (O. P.-Cambridge, 1879) – Zwartgatje
  - Palliduphantes ericaeus (Blackwall, 1853) – Heidebodemwevertje
  - Palliduphantes insignis (O. P.-Cambridge, 1913) – Sikkelbodemwevertje
  - Palliduphantes pallidus (O. P.-Cambridge, 1871) – Geknot bodemwevertje
  - Panamomops sulcifrons (Wider, 1834) – Gewoon stierenkopje
  - Parapelecopsis nemoralioides (O. P.-Cambridge, 1884) – Gegroefd zusterballonkopje
  - Parapelecopsis nemoralis (Blackwall, 1841) – Gegroefd ballonkopje
  - Pelecopsis elongata (Wider, 1834) – Accidentje
  - Pelecopsis parallela (Wider, 1834) – Neusballonkopje
  - Pelecopsis radicicola (L. Koch, 1872) – Bescheiden ballonkopje
  - Peponocranium ludicrum (O. P.-Cambridge, 1861) – Heideballonkopje
  - Peponocranium orbiculatum (O. P.-Cambridge, 1882) – Mosballonkopje
  - Pityohyphantes phrygianus (C.L. Koch, 1836) – Lepelhangmatspin
  - Pocadicnemis juncea (Locket & Millidge,1953) – Bleek heidegroefkopje
  - Pocadicnemis pumila (Blackwall, 1841) – Bleek bosgroefkopje
  - Poeciloneta variegata (Blackwall, 1841) – Bont wevertje
  - Porrhomma campbelli (F.O. P.-Cambridge, 1894) – Campbells kleinoogje
  - Porrhomma convexum (Westring, 1851) – Grondkleinoogje
  - Porrhomma egeria (Simon, 1884) – Kelderkleinoogje
  - Porrhomma errans (Blackwall, 1841) – Boskleinoogje
  - Porrhomma microphthalmum (O. P.-Cambridge, 1871) – Auronautkleinoogje
  - Porrhomma myops (Simon, 1884) – Bergkleinoogje
  - Porrhomma oblitum (O. P.-Cambridge, 1871) – Vergeten kleinoogje
  - Porrhomma pallidum (Jackson, 1913) – Bleek kleinoogje
  - Porrhomma pygmaeum (Blackwall, 1834) – Gewoon kleinoogje
  - Porrhomma rosenhaueri (L. Koch, 1872) – Grotkleinoogje
  - Prinerigone vagans (Audouin, 1826) – Moerasdwergspin
  - Pseudocarorita thaleri (Saaristo, 1971) – Thalers dwergspin
  - Pseudomaro aenigmaticus (Denis, 1966) – Feministje
  - Saaristoa abnormis (Blackwall, 1841) – Driepunthangmatspin
  - Saaristoa firma (O. P.-Cambridge, 1900) – Driehoekhangmatspin
  - Saloca diceros (O. P.-Cambridge, 1871) – Gehoornd sierkopje of moerasbossierkopje
  - Satilatlas britteni (Jackson, 1913) – Donker dwergstekelpootje
  - Savignia frontata (Blackwall, 1833) – Torenkopje
  - Silometopus bonessi (Casemir, 1970) – Hoogveengroefkopje
  - Silometopus curtus (Simon, 1881) – Elegant putkopje
  - Silometopus elegans (O. P.-Cambridge, 1872) – Elegantgroefkopje
  - Silometopus incurvatus (O. P.-Cambridge, 1873) – Oranje heideputkopje
  - Silometopus reussi (Thorell, 1871) – Platgroefkopje
  - Sintula corniger (Blackwall, 1856) – Hoornpalpje
  - Stemonyphantes lineatus (Linnaeus, 1758) – Paardekopje
  - Styloctetor romanus (O. P.-Cambridge, 1872) – Elegant dwergspinnetje
  - Styloctetor stativus (Simon, 1881) – Bosplatkopje
  - Syedra gracilis (Menge, 1869) – Weideplatkopje
  - Tallusia experta (O. P.-Cambridge, 1871) – Wimpelpalpje
  - Tapinocyba biscissa (O. P.-Cambridge, 1872) – Gevorkt groefkopje
  - Tapinocyba insecta (L. Koch, 1869) – Bleek weidegroefkopje
  - Tapinocyba pallens (O. P.-Cambridge, 1872) – Bleek mosgroefkopje
  - Tapinocyba praecox (O. P.-Cambridge, 1873) – Puntig groefkopje
  - Tapinocyboides pygmaeus (Menge, 1869) – Dwerggroefkopje
  - Tapinopa longidens (Wider, 1834) – Langtandje
  - Taranucnus setosus (O. P.-Cambridge, 1863) – Sikkelpalpje
  - Tenuiphantes alacris (Blackwall, 1853) – Ardennenwevertje
  - Tenuiphantes cristatus (Menge, 1866) – Knobbelpalpwevertje
  - Tenuiphantes flavipes (Blackwall, 1854) – Zwartwevertje
  - Tenuiphantes mengei (Kulczyński, 1887) – Veldwevertje
  - Tenuiphantes tenebricola (Wider, 1834) – Schaduwwevertje
  - Tenuiphantes tenuis (Blackwall, 1852) – Bodemwevertje
  - Tenuiphantes zimmermanni (Bertkau, 1890) – Boswevertje
  - Theonina cornix (Simon, 1881) – Dubbelknotsje
  - Thyreosthenius biovatus (O. P.-Cambridge, 1875) – Miergroefkopje
  - Thyreosthenius parasiticus (Westring, 1851) – Bodemgroefkopje
  - Tiso vagans (Blackwall, 1834) – Krulpalpje
  - Tmeticus affinis (Blackwall, 1855) – Wrattenkaakje
  - Trematocephalus cristatus (Wider, 1834) – Doorkijkkopje
  - Trichoncus hackmani (Millidge, 1956) – Strandkontrastpootje
  - Trichoncus saxicola (O. P.-Cambridge, 1861) – Gevorkt kontrastpootje
  - Trichopterna cito (O. P.-Cambridge, 1872) – Stekelloos putkopje
  - Trichopterna thorelli (Westring, 1861) – Harig dubbelkopje
  - Troxochrus nasutus (Schenkel, 1925) – Neusgroefkopje
  - Troxochrus scabriculus (Westring, 1851) – Griendwevertje
  - Typhochrestus digitatus (O. P.-Cambridge, 1872) – Klein wevertje
  - Typhochrestus simoni (Lessert, 1907) – Getand groefkopje
  - Walckenaeria acuminata (Blackwall, 1833) – Periskoopspinnetje
  - Walckenaeria alticeps (Denis, 1952) – Gehoornd schaduwdubbelkopje
  - Walckenaeria antica (Wider, 1834) – Duinvoorkopje
  - Walckenaeria atrotibialis (O. P.-Cambridge, 1878) – Gewoon kontrastpootje
  - Walckenaeria capito (Westring, 1861) – Boldubbelkopje
  - Walckenaeria corniculans (O. P.-Cambridge, 1875) – Harig knobbelsierkopje
  - Walckenaeria cucullata (C.L. Koch, 1836) – Dubbelsierkopje
  - Walckenaeria cuspidata (Blackwall, 1833) – Klein knobbelsierkopje
  - Walckenaeria dysderoides (Wider, 1834) – Wratsierkopje
  - Walckenaeria furcillata (Menge, 1869) – Gespleten doorkijkkopje
  - Walckenaeria incisa (O. P.-Cambridge, 1871) – Oogsierkopje
  - Walckenaeria kochi (O. P.-Cambridge, 1872) – Tweeknopje
  - Walckenaeria mitrata (Menge, 1868) – Mijtertje
  - Walckenaeria monoceros (Wider, 1834) – Kuifje
  - Walckenaeria nodosa (O. P.-Cambridge, 1873) – Bolsierkopje
  - Walckenaeria nudipalpis (Westring, 1851) – Middelste vals sierkopje
  - Walckenaeria obtusa (Blackwall, 1836) – Groot vals sierkopje
  - Walckenaeria stylifrons (O. P.-Cambridge, 1875) – Platsierkopje
  - Walckenaeria unicornis (O. P.-Cambridge, 1861) – Eenhoorntje
  - Walckenaeria vigilax (Blackwall, 1853) – Klein vals sierkopje
  - Wiehlea calcarifera (Simon, 1884) – Bodemdwergspin
  - Eperigone trilobata (Emerton, 1882) – Drielobbige Amerikaanse dwergspin
  - Porrhomma microcavense (Wunderlich, 1990) – Molkleinoogje
  - Porrhomma montanum (Jackson, 1913) – (Geen Nederlandse naam)
  - Eperigone eschatologica (Crosby, 1924) – Amerikaanse kasdwergspin
  - Diplocephalus connatus (Bertkau, 1889) – (Geen Nederlandse naam)
  - Bathyphantes vittiger (Simon, 1884) – (Geen Nederlandse naam)
  - Lepthyphantes simoni (Kulczyński, 1894) – (Geen Nederlandse naam)
  - Lepthyphantes mughi (Fickert, 1875) – (Geen Nederlandse naam)
- Familie Tetragnathidae (strekspinnen)
  - Meta menardi (Latreille, 1804) – Gewone grottenspin
  - Metellina mengei (Blackwall, 1870) – Zomerwielwebspin
  - Metellina merianae (Scopoli, 1763) – Holenwielwebspin
  - Metellina segmentata (Clerck, 1757) – Herfstspin
  - Pachygnatha clercki (Sundevall, 1823) – Grote dikkaak
  - Pachygnatha degeeri (Sundevall, 1830) – Kleine dikkaak
  - Pachygnatha listeri (Sundevall, 1830) – Bosdikkaak
  - Tetragnatha dearmata (Thorell, 1873) – Noordse strekspin
  - Tetragnatha extensa (Linnaeus, 1758) – Gewone strekspin
  - Tetragnatha montana (Simon, 1874) – Schaduwstrekspin
  - Tetragnatha nigrita (Lendl, 1886) – Donkere strekspin
  - Tetragnatha obtusa (C.L. Koch, 1837) – Droogtestrekspin
  - Tetragnatha pinicola (L. Koch, 1870) – Dennenstrekspin
  - Tetragnatha reimoseri (Rosca, 1939) – Staartstrekspin
  - Tetragnatha striata (L. Koch, 1862) – Rietstrekspin
- Familie Araneidae (Wielwebspinnen)
  - Aculepeira ceropegia (Walckenaer, 1802) – Eikenbladspin
  - Agalenatea redii (Scopoli, 1763) – Brede wielwebspin
  - Araneus alsine (Walckenaer, 1802) – Sinaasappelspin
  - Araneus angulatus (Clerck, 1757) – Schouderkruisspin
  - Araneus diadematus (Clerck, 1757) – Kruisspin
  - Araneus marmoreus (Clerck, 1757) – Marmerspin
  - Araneus quadratus (Clerck, 1757) – Viervlekwielwebspin
  - Araneus sturmi (Hahn, 1831) – Witruitwielwebspin
  - Araneus triguttatus (Fabricius, 1793) – Drievlekwielwebspin
  - Araniella alpica (L. Koch, 1869) – Dennenkomkommerspin
  - Araniella cucurbitina (Clerck, 1757) – Gewone komkommerspin
  - Araniella displicata (Hentz, 1847) – Bonte komkommerspin
  - Araniella inconspicua (Simon, 1874) – Stippelloze komkommerspin
  - Araniella opisthographa (Kulczyński, 1905) – Tweelingkomkommerspin
  - Araniella proxima (Kulczyński, 1885)
  - Argiope bruennichi (Scopoli, 1772) – Tijgerspin of wespspin
  - Cercidia prominens (Westring, 1851) – Stekelrugje
  - Cyclosa conica (Pallas, 1772) – Kegelspin
  - Cyclosa oculata (Walckenaer, 1802) – Zesknobbelspin
  - Gibbaranea bituberculata (Walckenaer, 1802) – Struikknobbelspin
  - Gibbaranea gibbosa (Walckenaer, 1802) – Boomknobbelspin
  - Hypsosinga albovittata (Westring, 1851) – Witvlekpyjamaspin
  - Hypsosinga heri (Hahn, 1831) – Moeraspyjamaspin
  - Hypsosinga pygmaea (Sundevall, 1831) – Graspyjamaspin
  - Hypsosinga sanguinea (C.L. Koch, 1844) – Heidepyjamaspin
  - Larinioides cornutus (Clerck, 1757) – Rietkruisspin
  - Larinioides patagiatus (Clerck, 1757) – Vale wielwebspin
  - Larinioides sclopetarius (Clerck, 1757) – Brugspin
  - Mangora acalypha (Walckenaer, 1802) – Driestreepspin
  - Neoscona adianta (Walckenaer, 1802) – Heidewielwebspin
  - Nuctenea umbratica (Clerck, 1757) – Platte wielwebspin
  - Singa hamata (Clerck, 1757) – Bonte pyjamaspin
  - Singa nitidula (C.L. Koch, 1844) – Beekpyjamaspin
  - Zilla diodia (Walckenaer, 1802) – Maskerspinnetje
  - Zygiella atrica (C.L. Koch, 1845) – Struiksectorspin
  - Zygiella stroemi (Thorell, 1870) – Boomsectorspin
  - Zygiella x-notata (Clerck, 1757) – Venstersectorspin
- Familie Lycosidae (Wolfspinnen)
  - Alopecosa accentuata (Latreille, 1817) – Pinksterpanterspin
  - Alopecosa barbipes (Sundevall, 1833) – Paaspanterspin
  - Alopecosa cuneata (Clerck, 1757) – Dikpootpanterspin
  - Alopecosa cursor (Hahn, 1831) – Zandpanterspin
  - Alopecosa fabrilis (Clerck, 1757) – Grote panterspin
  - Alopecosa inquilina (Clerck, 1757) – Bergpanterspin
  - Alopecosa pulverulenta (Clerck, 1757) – Gewone panterspin
  - Alopecosa striatipes (C.L. Koch, 1839) – Streeppootpanterspin
  - Alopecosa trabalis (Clerck, 1757) – Geelborstpanterspin
  - Arctosa cinerea (Fabricius, 1777) – Grindwolfspin
  - Arctosa figurata (Simon, 1876) – Grote Zandwolfspin
  - Arctosa leopardus (Sundevall, 1833) – Moswolfspin
  - Arctosa lutetiana (Simon, 1876) – Leliewolfspin
  - Arctosa perita (Latreille, 1799) – Gewone Zandwolfspin
  - Aulonia albimana (Walckenaer, 1805) – Withandje
  - Hygrolycosa rubrofasciata (Ohlert, 1865) – Trommelwolfspin
  - Pardosa agrestis (Westring, 1861) – Steenwolfspin
  - Pardosa agrestis purbeckensis (F.O. P.-Cambridge, 1895) – Schorrewolfspin
  - Pardosa agricola (Thorell, 1856) – Ruigtewolfspin
  - Pardosa alacris (C.L. Koch, 1833) – Roodpolsbosspin
  - Pardosa amentata (Clerck, 1757) – Tuinwolfspin
  - Pardosa bifasciata (C.L. Koch, 1834) – Gestreepte wolfspin
  - Pardosa hortensis (Thorell, 1872) – Geelarmpje
  - Pardosa lugubris (Walckenaer, 1802) – Zwartstaartboswolfspin
  - Pardosa monticola (Clerck, 1757) – Duinwolfspin
  - Pardosa nigriceps (Thorell, 1856) – Graswolfspin
  - Pardosa oreophila (Simon, 1937) – Bergwolfspin
  - Pardosa paludicola (Clerck, 1757) – Veenwolfspin
  - Pardosa palustris (Linnaeus, 1758) – Moeraswolfspin
  - Pardosa prativaga (L. Koch, 1870) – Oeverwolfspin
  - Pardosa proxima (C.L. Koch, 1847) – Veldwolfspin
  - Pardosa pullata (Clerck, 1757) – Gewone wolfspin
  - Pardosa saltans (Töpfer-Hofmann, 2000) – Zwarthandboswolfspin
  - Pardosa sphagnicola (Dahl, 1908) – Veenmoswolfspin
  - Pirata hygrophilus (Thorell, 1872) – Bospiraat
  - Pirata knorri (Scopoli, 1763) – Beekpiraat
  - Pirata latitans (Blackwall, 1841) – Kleine piraat
  - Pirata piraticus (Clerck, 1757) – Poelpiraat
  - Pirata piscatorius (Clerck, 1757) – Grote piraat
  - Pirata tenuitarsis (Simon, 1876) – Veenpiraat
  - Pirata uliginosus (Thorell, 1856) – Heidepiraat
  - Trochosa robusta (Simon, 1876) – Grote nachtwolfspin
  - Trochosa ruricola (De Geer, 1778) – Veldnachtwolfspin
  - Trochosa spinipalpis (F.O. P.-Cambridge, 1895) – Gestekelde nachtwolfspin
  - Trochosa terricola (Thorell, 1856) – Gewone nachtwolfspin
  - Xerolycosa miniata (C.L. Koch, 1834) – Duinwolfspin of Kustwolfspin
  - Xerolycosa nemoralis (Westring, 1861) – Steppewolfspin of Bosrandwolfspin
- Familie Pisauridae (Kraamwebspinnen, visserspinnen)
  - Dolomedes fimbriatus (Clerck, 1757) – Kleine gerande oeverspin
  - Dolomedes plantarius (Clerck, 1757) – Grote gerande oeverspin
  - Pisaura mirabilis (Clerck, 1757) – Kraamwebspin of Grote Wolfspin
- Familie Oxyopidae (Lynxspinnen)
  - Oxyopes heterophthalmus (Latreille, 1804) – Gewone lynxspin of Gutspalplynxspin
  - Oxyopes lineatus (Latreille, 1806) – Gestreepte lynxspin
  - Oxyopes ramosus (Martini & Goeze, 1778) – Prachtlynxspin
  - Oxyopes nigripalpis (Kulczyns'ski, 1891) – (Geen Nederlandse naam)
- Familie Agelenidae (Trechterspinnen)
  - Agelena gracilens (C.L. Koch, 1841) – Kleine doolhofspin
  - Agelena labyrinthica (Clerck, 1757) – Gewone labyrinthspin
  - Histopona torpida (C.L. Koch, 1837) – Slanke bostrechterspin
  - Tegenaria agrestis (Walckenaer, 1802) – Veldtrechterspin
  - Tegenaria atrica (C.L. Koch, 1843) – Gewone huisspin
  - Tegenaria domestica (Clerck, 1757) – Grijze huisspin
  - Tegenaria ferruginea (Panzer, 1804) – Bonte trechterspin
  - Tegenaria pagana (C.L. Koch, 1840) – Zuidelijke huisspin
  - Tegenaria parietina (Fourcroy, 1785) – Grote huisspin
  - Tegenaria picta (Simon, 1870) – Spiraaltrechterspin
  - Tegenaria saeva (Blackwall, 1844) – Blackwalls huisspin
  - Tegenaria silvestris (L. Koch, 1872) – Steentrechterspin
  - Textrix caudata (L. Koch, 1872) – Zwarte staartspin
  - Textrix denticulata (Olivier, 1789) – Gewone staartspin
- Familie Cybaeidae (Waterspinnen)
  - Argyroneta aquatica (Clerck, 1757) – Waterspin
  - Cybaeus angustiarum (L. Koch, 1868) – (Geen Nederlandse naam)
- Familie Hahniidae (Kamstaartjes)
  - Antistea elegans (Blackwall, 1841) – Moeraskamstaartje
  - Cryphoeca silvicola (C.L. Koch, 1834) – Kleine bostrechterspin
  - Hahnia candida (Simon, 1875) – Klein kamstaartje
  - Hahnia helveola (Simon, 1875) – Boskamstaartje
  - Hahnia montana (Blackwall, 1841) – Gewoon kamstaartje
  - Hahnia nava (Blackwall, 1841) – Heidekamstaartje
  - Hahnia ononidum (Simon, 1875) – Kwastpalpkamstaartje
  - Hahnia pusilla (C.L. Koch, 1841) – Kleinste kamstaartje
  - Tuberta maerens (O. P.-Cambridge, 1863) – Schroefpalpspin
- Familie Dictynidae (Kaardertjes)
  - Altella lucida (Simon, 1874) – Steppekaardertje
  - Argenna patula (Simon, 1874) – Kwelderkaardertje
  - Argenna subnigra (O. P.-Cambridge, 1861) – Bodemkaardertje
  - Cicurina cicur (Fabricius, 1793) – Herfststrooiselspin
  - Dictyna arundinacea (Linnaeus, 1758) – Heidekaardertje
  - Dictyna civica (Lucas, 1850) – Wandkaardertje
  - Dictyna latens (Fabricius, 1775) – Zwart kaardertje
  - Dictyna major (Menge, 1869) – Noords kaardertje
  - Dictyna pusilla (Thorell, 1856) – Bruin kaardertje
  - Dictyna uncinata (Thorell, 1856) – Struikkaardertje
  - Lathys humilis (Blackwall, 1855) – Dennenkaardertje
  - Lathys stigmatisata (Menge, 1869) – Kurkentrekkerkaardertje
  - Mastigusa arietina (Thorell, 1871) – Kleinoogzweeppalpspin
  - Mastigusa macrophthalma (Kulczyński, 1897) – Grootoogzweeppalpspin
  - Nigma flavescens (Walckenaer, 1830) – Geel kaardertje
  - Nigma walckenaeri (Roewer, 1951) – Groen kaardertje
- Familie Amaurobiidae (Nachtkaardespinnen, bostrechterspinnen)
  - Amaurobius fenestralis (Ström, 1768) – Huiskaardespin
  - Amaurobius ferox (Walckenaer, 1830) – Grote kaardespin
  - Amaurobius similis (Blackwall, 1861) – Muurkaardespin
  - Callobius claustrarius (Hahn, 1833) – Boskaardespin
  - Coelotes inermis (L. Koch, 1855) – Leemtrechterspin
  - Coelotes terrestris (Wider, 1834) – Gewone bostrechterspin
  - Coelotes atropos (Walckenaer, 1830) – (Geen Nederlandse naam)
  - Amaurobius erberi (Keyserling, 1863) – (Geen Nederlandse naam)
- Familie Titanoecidae (Rotskaardespinnen)
  - Titanoeca quadriguttata (Hahn, 1833) – Rotskaardespin
- Familie Miturgidae (Spoorspinnen)
  - Cheiracanthium erraticum (Walckenaer, 1802) – Heidespoorspin
  - Cheiracanthium montanum (L. Koch, 1877) – Boomspoorspin
  - Cheiracanthium pennyi (O. P.-Cambridge, 1873) – Penny's spoorspin
  - Cheiracanthium punctorium (Villers, 1789) – Grote spoorspin
  - Cheiracanthium virescens (Sundevall, 1833) – Groene spoorspin
- Familie Anyphaenidae (Buisspinnen)
  - Anyphaena accentuata (Walckenaer, 1802) – Struikspin
- Familie Liocranidae (Bodemzakspinnen)
  - Agraecina lineata (Simon, 1878) – Zuidelijke lantaarnspin
  - Agroeca brunnea (Blackwall, 1833) – Grote lantaarnspin
  - Agroeca cuprea (Menge, 1873) – Gouden lantaarnspin
  - Agroeca dentigera (Kulczyński, 1913) – Dopheilantaarnspin
  - Agroeca inopina (O. P.-Cambridge, 1886) – Donkere lantaarnspin
  - Agroeca lusatica (L. Koch, 1875) – Duinlantaarnspin
  - Agroeca proxima (O. P.-Cambridge, 1871) – Heidelantaarnspin
  - Apostenus fuscus (Westring, 1851) – Mossluiper
  - Liocranoeca striata (Kulczyński, 1882) – Gestreepte lantaarnspin
  - Liocranum rupicola (Walckenaer, 1830) – Bonte steensluiper
  - Phrurolithus festivus (C.L. Koch, 1835) – Bonte fruroliet
  - Phrurolithus minimus (C.L. Koch, 1839) – Kleine fruroliet
  - Scotina celans (Blackwall, 1841) – Bonte bodemzakspin
  - Scotina gracilipes (Blackwall, 1859) – Langpootbodemzakspin
- Familie Clubionidae (Struikzakspinnen)
  - Clubiona brevipes (Blackwall, 1841) – Eikenzakspin
  - Clubiona caerulescens (L. Koch, 1867) – Glanzende zakspin
  - Clubiona comta (C.L. Koch, 1839) – Bonte zakspin
  - Clubiona corticalis (Walckenaer, 1802) – Schorszakspin
  - Clubiona diversa (O. P.-Cambridge, 1862) – Vale zakspin
  - Clubiona frisia (Wunderlich & Schuett, 1995) – Beekzakspin
  - Clubiona frutetorum (L. Koch, 1867) – Struweelzakspin
  - Clubiona genevensis (L. Koch, 1866) – Graszakspin
  - Clubiona germanica (Thorell, 1871) – Duitse zakspin
  - Clubiona juvenis (Simon, 1878) – Zeggenzakspin
  - Clubiona lutescens (Westring, 1851) – Griendzakspin
  - Clubiona neglecta (O. P.-Cambridge, 1862) – Kortkaakzakspin
  - Clubiona pallidula (Clerck, 1757) – Boomzakspin
  - Clubiona phragmitis (C.L. Koch, 1843) – Rietzakspin
  - Clubiona pseudoneglecta (Wunderlich, 1994) – Langkaakzakspin
  - Clubiona reclusa (O. P.-Cambridge, 1863) – Zompzakspin
  - Clubiona stagnatilis (Kulczyński, 1897) – Moeraszakspin
  - Clubiona subsultans (Thorell, 1875) – Dennenzakspin
  - Clubiona subtilis (L. Koch, 1867) – Kleine zakspin
  - Clubiona terrestris (Westring, 1851) – Gewone zakspin
  - Clubiona trivialis (C.L. Koch, 1843) – Moszakspin
  - Clubiona similis (L. Koch, 1867) – (Geen Nederlandse naam)
- Familie Zodariidae (Mierenjagerspinnen)
  - Zodarion italicum (Canestrini, 1868) – Oranje mierenjager
  - Zodarion rubidum (Simon, 1914) – Sepia mierenjager
  - Zodarion gallicum (Simon, 1884) – (Geen Nederlandse naam)
- Familie Gnaphosidae (Bodemjachtspinnen)
  - Arboricaria subopaca (Westring, 1861) – Boomstammierspin
  - Callilepis nocturna (Linnaeus, 1758) – Mierendief
  - Drassodes cupreus (Blackwall, 1834) – Gewone muisspin
  - Drassodes hypocrita (Simon, 1878) – Gekke muisspin
  - Drassodes lapidosus (Walckenaer, 1802) – Rotsmuisspin
  - Drassodes pubescens (Thorell, 1856) – Harige muisspin
  - Drassyllus lutetianus (L. Koch, 1866) – Moeraskampoot
  - Drassyllus praeficus (L. Koch, 1866) – Zonnekampoot
  - Drassyllus pumilus (C.L. Koch, 1839) – Moskampoot
  - Drassyllus pusillus (C.L. Koch, 1833) – Kleine kampoot
  - Drassyllus villicus (Thorell, 1875) – Gedeukte kampoot
  - Gnaphosa leporina (L. Koch, 1866) – Heiderichelkaak
  - Gnaphosa lucifuga (Walckenaer, 1802) – Nachtrichelkaak
  - Gnaphosa lugubris (C.L. Koch, 1839) – Stepperichelkaak
  - Gnaphosa nigerrima (L. Koch, 1877) – Moerasrichelkaak
  - Gnaphosa opaca (Herman, 1879) – Kleine richelkaak
  - Haplodrassus dalmatensis (L. Koch, 1866) – Gestreepte muisspin
  - Haplodrassus kulczynskii (Lohmander, 1942) – Steppemuisspin
  - Haplodrassus moderatus (Kulczyński, 1897) – Veenmuisspin
  - Haplodrassus signifer (C.L. Koch, 1839) – Heidemuisspin
  - Haplodrassus silvestris (Blackwall, 1833) – Bosmuisspin
  - Haplodrassus umbratilis (L. Koch, 1866) – Zandmuisspin
  - Micaria albovittata (Lucas, 1846) – Zuiderse mierspin
  - Micaria dives (Lucas, 1846) – Prachtmierspin
  - Micaria formicaria (Sundevall, 1831) – Bosmierspin
  - Micaria fulgens (Walckenaer, 1802) – Rode mierspin
  - Micaria guttulata (C.L. Koch, 1839) – Gevlekte mierspin
  - Micaria pulicaria (Sundevall, 1831) – Wegmierspin
  - Micaria silesiaca (L. Koch, 1875) – Europese mierspin
  - Phaeocedus braccatus (L. Koch, 1866) – Zesvlekmuisspin
  - Poecilochroa conspicua (L. Koch, 1866) – Viervlekmuisspin
  - Poecilochroa variana (C.L. Koch, 1839) – Gebandeerdemuisspin
  - Scotophaeus blackwalli (Thorell, 1871) – Stalmuursluiper
  - Scotophaeus scutulatus (L. Koch, 1866) – Huismuursluiper
  - Trachyzelotes pedestris (C.L. Koch, 1837) – Stekelkaakkampoot
  - Zelotes aeneus (Simon, 1878) – Rotskampoot
  - Zelotes apricorum (L. Koch, 1876) – Graskampoot
  - Zelotes electus (C.L. Koch, 1839) – Duinkampoot
  - Zelotes erebeus (Thorell, 1871) – Herfstkampoot
  - Zelotes latreillei (Simon, 1878) – Latreille's kampoot
  - Zelotes longipes (L. Koch, 1866) – Stekelkampoot
  - Zelotes petrensis (C.L. Koch, 1839) – Steppekampoot
  - Zelotes pseudoclivicola (Grimm, 1982) – Grimm's tandpoot
  - Zelotes subterraneus (C.L. Koch, 1833) – Noordse kampoot
- Familie Zoridae (Stekelpootspinnen)
  - Zora nemoralis (Blackwall, 1861) – Donkere stekelpoot
  - Zora silvestris (Kulczyński, 1897) – Bosstekelpoot
  - Zora spinimana (Sundevall, 1833) – Gewone stekelpoot
  - Zora parallela (Simon, 1878) – Gestreepte stekelpoot
- Familie Sparassidae (Jachtkrabspinnen)
  - Micrommata virescens (Clerck, 1757) – Groene jachtspin
- Familie Philodromidae (Renspinnen)
  - Philodromus albidus (Kulczyński, 1911) – Bleke renspin
  - Philodromus aureolus (Clerck, 1757) – Tuinrenspin
  - Philodromus buxi (Simon, 1884) – Buxusrenspin
  - Philodromus cespitum (Walckenaer, 1802) – Gewone renspin
  - Philodromus collinus (C.L. Koch, 1835) – Dennenrenspin
  - Philodromus dispar (Walckenaer, 1826) – Zwartrugrenspin
  - Philodromus emarginatus (Schrank, 1803) – Grauwe renspin
  - Philodromus fallax (Sundevall, 1833) – Kustrenspin
  - Philodromus histrio (Latreille, 1819) – Heiderenspin
  - Philodromus margaritatus (Clerck, 1757) – Korstmosspin
  - Philodromus praedatus (O. P.-Cambridge, 1871) – Boomrenspin
  - Philodromus rufus (Walckenaer, 1826) – Bonte renspin
  - Thanatus arenarius (L. Koch, 1872) – Zandrenspin
  - Thanatus formicinus (Clerck, 1757) – Grote renspin
  - Thanatus striatus (C.L. Koch, 1845) – Duinrenspin
  - Tibellus maritimus (Menge, 1875) – Stippelsprietspin
  - Tibellus oblongus (Walckenaer, 1802) – Gewone sprietspin
  - Philodromus longipalpis (Simon, 1870) – Langpalp renspin
  - Philodromus poecilus (Thorell, 1872) – (Geen Nederlandse naam)
- Familie Thomisidae (Krabspinnen)
  - Coriarachne depressa (C.L. Koch, 1837) – Platte krabspin
  - Diaea dorsata (Fabricius, 1777) – Groene krabspin
  - Heriaeus graminicola (Doleschall, 1852) – Haarkrabspin
  - Misumena vatia (Clerck, 1757) – Gewone kameleonspin
  - Misumenops tricuspidatus (Fabricius, 1775) – Struikkameleonspin
  - Ozyptila atomaria (Panzer, 1801) – Grote bodemkrabspin
  - Ozyptila blackwalli (Simon, 1875) – Middenstreepbodemkrabspin
  - Ozyptila brevipes (Hahn, 1826) – Witrugbodemkrabspin
  - Ozyptila claveata (Walckenaer, 1837) – Zwarte bodemkrabspin
  - Ozyptila praticola (C.L. Koch, 1837) – Gewone bodemkrabspin
  - Ozyptila pullata (Thorell, 1875) – Kalkbodemspin
  - Ozyptila sanctuaria (O. P.-Cambridge, 1871) – Bleke bodemkrabspin
  - Ozyptila scabricula (Westring, 1851) – Mierbodemkrabspin
  - Ozyptila simplex (O. P.-Cambridge, 1862) – Bonte bodemkrabspin
  - Ozyptila trux (Blackwall, 1846) – Grasbodemkrabspin
  - Pistius truncatus (Pallas, 1772) – Stompe krabspin
  - Synema globosum (Fabricius, 1775) – Blinkende krabspin
  - Thomisus onustus (Walckenaer, 1805) – Bloemkrabspin
  - Tmarus piger (Walckenaer, 1802) – Schorskrabspin
  - Xysticus acerbus (Thorell, 1872) – Heidekrabspin
  - Xysticus audax (Schrank, 1803) – Tweelingkrabspin
  - Xysticus bifasciatus (C.L. Koch, 1837) – Steppekrabspin
  - Xysticus cristatus (Clerck, 1757) – Gewone krabspin
  - Xysticus erraticus (Blackwall, 1834) – Graskrabspin
  - Xysticus ferrugineus (Menge, 1876) – Roestkrabspin
  - Xysticus kempeleni (Thorell, 1872) – Kempelin's krabspin
  - Xysticus kochi (Thorell, 1872) – Kochs krabspin
  - Xysticus lanio (C.L. Koch, 1835) – Boskrabspin
  - Xysticus lineatus (Westring, 1851) – Gestreepte krabspin
  - Xysticus luctator (L. Koch, 1870) – Cambridges krabspin
  - Xysticus luctuosus (Blackwall, 1836) – Woudkrabspin
  - Xysticus ninnii (Thorell, 1872) – Duinkrabspin
  - Xysticus robustus (Hahn, 1832) – Steenkrabspin
  - Xysticus sabulosus (Hahn, 1832) – Zandkrabspin
  - Xysticus striatipes (L. Koch, 1870) – Renkrabspin
  - Xysticus ulmi (Hahn, 1831) – Moeraskrabspin
  - Ozyptila rauda (Simon, 1875) – Bergbodemkrabspin
- Familie Salticidae (Springspinnen)
  - Aelurillus v-insignitus (Clerck, 1757) – V-vlekspringspin
  - Ballus chalybeius (Walckenaer, 1802) – Eikenspringspin
  - Dendryphantes rudis (Sundevall, 1833) – Glanzende dennenspringer
  - Euophrys frontalis (Walckenaer, 1802) – Gewone zwartkop (springspin)
  - Evarcha arcuata (Clerck, 1757) – Bonte grasspringspin
  - Evarcha falcata (Clerck, 1757) – Bonte springspin
  - Evarcha laetabunda (C.L. Koch, 1846) – Zeldzame grasspringspin
  - Heliophanus aeneus (Hahn, 1832) – Rechte blinker
  - Heliophanus auratus (C.L. Koch, 1835) – Moerasblinker
  - Heliophanus cupreus (Walckenaer, 1802) – Gehaakte blinker
  - Heliophanus dampfi (Schenkel, 1923) – Hoogveenblinker
  - Heliophanus dubius (C.L. Koch, 1835) – Gevlekte blinker
  - Heliophanus flavipes (Hahn, 1832) – Gewone blinker
  - Heliophanus tribulosus (Simon, 1868) – Driepuntsblinker
  - Leptorchestes berolinensis (C.L. Koch, 1846) – Grote mierspringspin
  - Macaroeris nidicolens (Walckenaer, 1802) – Ovale dennenspringer
  - Marpissa muscosa (Clerck, 1757) – Schorsmarpissa
  - Marpissa nivoyi (Lucas, 1846) – Helmmarpissa
  - Marpissa pomatia (Walckenaer, 1802) – Goudbandmarpissa
  - Marpissa radiata (Grube, 1859) – Rietmarpissa
  - Myrmarachne formicaria (De Geer, 1778) – Bosmierspringspin
  - neon rayi (Simon, 1875) – Ray'sneon
  - neon reticulatus (Blackwall, 1853) – Gewone neon
  - neon valentulus (Falconer, 1912) – Donkere neon
  - Pellenes tripunctatus (Walckenaer, 1802) – Driepuntspringspin
  - Phlegra fasciata (Hahn, 1826) – GestreepteSpringspin
  - Pseudeuophrys erratica (Walckenaer, 1826) – Bruine zwartkop
  - Pseudeuophrys lanigera (Simon, 1871) – Huisspringspin
  - Pseudicius encarpatus (Walckenaer, 1802) – Sjirpspringspin
  - Salticus cingulatus (Panzer, 1797) – Boomzebraspin
  - Salticus scenicus (Clerck, 1757) – Huiszebraspin, Harlekijn
  - Salticus zebraneus (C.L. Koch, 1837) – Schorszebraspin
  - Sibianor aurocinctus (Ohlert, 1865) – Dikpootspringspin
  - Sitticus caricis (Westring, 1861) – Muisspringspin
  - Sitticus distinguendus (Simon, 1868) – Gevlekte Moerasspringer
  - Sitticus floricola (C.L. Koch, 1837) – Kustspringspin
  - Sitticus pubescens (Fabricius, 1775) – Harige Springspin
  - Sitticus saltator (O. P.-Cambridge, 1868) – Zandspringspin
  - Synageles hilarulus (C.L. Koch, 1846) – Kleine mierspringspin
  - Synageles venator (Lucas, 1836) – Slanke mierspringspin
  - Talavera aequipes (O. P.-Cambridge, 1871) – Ringpootzwartkop
  - Talavera aperta (Miller, 1971) – Zwartlijfzwartkop
  - Talavera petrensis (C.L. Koch, 1837) – Bergspringspin
  - Evarcha jucunda (Lucas, 1846)
  - Hasarius adansoni (Audouin, 1826) – Kasspringspin
  - Asianellus festivus (C.L. Koch, 1834) – (Geen Nederlandse naam)